# Димитър Икономов (офицер)
Вижте пояснителната страница за други личности с името Димитър Икономов.
Димитър Спасов Икономов е български офицер, генерал-майор, участник в Балканската (1912 – 1913) и Междусъюзническата война (1913), командир на 57-и пехотен полк и 1-ва бригада от 5-а пехотна дунавска дивизия през Първата световна война (1915 – 1918).

## Биография
Димитър Икономов е роден на 7 март 1867 г. в Сопот. На 11 юни 1883 постъпва на военна служба, а през 1886 г. постъпва във Военното на Негово Княжеско Височество училище, като достига до звание юнкер, дипломира се 71-ви по успех от 163 офицери, на 27 април 1887 г. е произведен в чин подпоручик и зачислен в пионерните войски. През 1891 г. е произведен в чин поручик, а през 1898 г. в чин капитан. Служи в 15-и пехотен ломски полк. През 1900 г. е командир на рота от 4-ти пехотен плевенски полк. На 15 октомври 1908 г. е произведен в чин майор, от 1909 г. е командир на дружина от 33-ти пехотен свищовски полк, а от 1911 г. е председател е на домакинската комисия в полка.
Подполковник Икономов взема участие в Балканската (1912 – 1913) и Междусъюзническата война (1913) и на 15 октомври 1912 г. е произведен в чин подполковник.
По време на Първата световна война (1915 – 1918) подполковник Икономов командва 57-и пехотен полк (15 септември 1915 – 16 юли 1918), за която служба съгласно заповед № 679 от 1917 г. по Действащата армия е награден с Военен орден „За храброст“ III степен 2 клас и съгласно заповед № 355 от 1921 г. по Министерството на войната с Народен орден „За военна заслуга“ III степен на военна лента. През 1916 г. е произведен в чин полковник. На 16 юли 1918 полковник Икономов поема командването на 1-ва бригада от 5-а пехотна дунавска дивизия, след което командва 2-ра бгирада от 3-та пехотна балканска дивизия. На 31 декември 1935 г. е произведен в чин генерал-майор.

## Семейство
Генерал-майор Димитър Икономов е женен и има 3 деца.

## Военни звания
- Подпоручик (27 април 1887)
- Поручик (1891)
- Капитан (1898)
- Майор (15 октомври 1908)
- Подполковник (15 октомври 1912)
- Полковник (1916)
- Генерал-майор (31 декември 1935)

## Образование
- Военно на Негово Княжеско Височество училище (1886 – 1887)

## Награди
- Военен орден „За храброст“ III степен 2 клас (1917)
- Народен орден „За военна заслуга“ III степен на военна лента (1921)
- Военен орден „За храброст“ IV степен 2 клас
- Царски орден „Св. Александър“ IV степен с мечове по средата
- Орден „За заслуга“ на обикновена лента